# William Charles Williams
William Charles Williams (Stanton Lacy, 15 settembre 1880 – Scapa Flow, 25 aprile 1915) è stato un militare britannico, che durante la prima guerra mondiale fu decorato con la Victoria Cross alla memoria.

## Biografia
Nacque il 15 settembre 1880 a Stanton Lacy, Shropshire, figlio di William e Elizabeth Williams. 
Quando era ancora un ragazzo la sua famiglia si trasferì al numero 11 di Nelson Street, a Chepstow, dove suo padre lavorava come giardiniere presso i vivai di Pillinger. Frequentò la Chepstow Grammar School, e il 17 dicembre 1895 si arruolò come mozzò nella Royal Navy a Portsmouth. Nel giorno del suo diciottesimo compleanno, dopo tre anni di servizio, firmò per restare in servizio per 12 anni. Prestò servizio come membro della Brigata navale dell'incrociatore protetto Terrible al comando di Percy Scott durante le operazioni della seconda guerra boera partecipando alla liberazione di Ladysmith. Nell'aprile del 1900, durante la rivolta dei Boxer, fece parte del distaccamento navale sbarcato in Cina partecipando alla battaglia di Tientsin. Venne elogiato per il coraggio dimostrato durante entrambe le campagne militari.
Quando il suo periodo di ferma regolare terminò un giorno prima del suo trentesimo compleanno ricopriva il grado di comune di prima classe. Si unì alla HMS Vernon, in forza alla Royal Fleet Reserve, il 19 settembre 1910. Ritornato in Galles, visse con una delle sue sorelle sposate al 12 Victoria Crescent, Newport, Monmouthshire, e trovò lavoro prima presso Lysaght's Orb Steel Works di Newport e poi nelle forze di polizia della contea, di stanza a St. Mellions e Tredegar.
Il richiamo del mare, però, si rivelò troppo forte, ed entrò nella marina mercantile e quando scoppiò la prima guerra mondiale nell'agosto 1914 era in mare, prestando servizio a bordo di un piroscafo. La sua famiglia non lo vedeva da quasi un anno e non lo avrebbero mai più rivisto vivo.
Come membro della Royal Fleet Reserve fu richiamato in servizio attivo il 28 agosto e nel giro di un mese prestò servizio sulla cannoniera-torpediniera Hussar.
L'unità fu impiegata per il trasporto della posta e degli ufficiali della Mediterranean Fleet da una nave all'altra. Il 12 aprile 1915 fu trasferito alla nave carboniera ' SS River Clyde, al comando del capitano Edward Unwin assegnata alla campagna di Gallipoli. Il 25 aprile di quell'anno prese parte allo sbarco a Capo Helles presso la spiaggia V imbarcato a bordo della HMS River Clyde su cui si trovavano imbarcati 2.000 soldati.
L'inizio dello sbarco delle truppe avvenne alle 6:00, e subito i turchi iniziarono un violento fuoco di contrasto che causo moltissime vittime tra le truppe britanniche.
Quel giorno, insieme a tre uomini, George Samson, Wilfred St. Aubyn Malleson e George Leslie Drewry, coadiuvò il comandante Unwin nel mettere in sicurezza le chiatte da sbarco sotto un pesante fuoco nemico. Rimase aggrappato a una corda per più di un'ora, immerso nel mare fino al petto, sotto il continuo fuoco nemico. Rimasto gravemente ferito fu successivamente ucciso dallo scoppio di una granata mentre il comandante Uwin, che lo descrisse come il marinaio più coraggioso che avesse mai incontrato, cercava di portarlo in salvo. 
Nell'agosto 1915 fu insignito della Victoria Cross che fu consegnata a suo padre da re Giorgio V a Buckingham Palace il 16 novembre 1916.  Sei anni dopo la cittadinanza di Chepstow rese omaggio al suo coraggio, e l'8 gennaio 1922, il cannone del sottomarino tedesco UB-91 donato alla città dal re, fu esposto come memoriale accanto al monumento ai caduti, ed inaugurato da sua sorella, la signora Frances Smith.  Nello Shropshire, una targa commemorativa fu affissa al monumento ai caduti della parrocchia nel sagrato della chiesa di Stanton Lacy.
Non ha una tomba conosciuta ed è commemorato dalla Commonwealth War Graves Commission presso il Portsmouth Naval Memorial.  La sua Victoria Cross e conservata presso la Lord Ashcroft Gallery all'Imperial War Museum di Londra.

### L'azione sulla spiaggia V
La spiaggia V era lunga trecento metri e dominata all'estremità orientale dal vecchio forte di Sedd-el-Bahr. Il 25 aprile 1915 fu l'approdo assegnato ai Royal Dublin Fusiliers e Royal Munster Fusiliers. Una volta effettuato lo sbarco iniziale, il piano ideato dal comandante Unwin era di portare ulteriori truppe a bordo di una nave carboniera appositamente modificata, la SS River Clyde, che doveva essere incagliata appena al largo. Il divario tra la River Clyde e la riva doveva essere colmato da un piccolo battello a vapore a fondo piatto, l'Argyll, potenziato se necessario da chiatte. Gli sbarchi iniziali delle truppe furono accolti da un devastante fuoco nemico, mentre il battello a vapore si incagliò troppo lontano dalla River Clyde per essere di immediato utilizzo. Unwin, accompagnato dal marinaio William Charles Williams, saltò in acqua e trascinò le chiatte in avanti per formare un ponte verso la riva attraverso un banco di rocce che sporgeva nel mare sotto il forte. Non c'era nulla a cui attaccare le corde di ormeggio, quindi Unwin e Williams dovettero stare in acqua tenendole saldamente per mantenere le barche in posizione. I Munster Fusiliers iniziarono quindi a sbarcare, colpiti da una pioggia di proiettili turchi e Williams alla fine fu ferito a morte da un proiettile. Ciò tagliò il collegamento tra la nave e la riva che fu ripristinato dai guardiamarina George Leslie Drewry e Wilfred St. Aubyn Malleson, e dal marinaio George McKenzie Samson, tra gli altri, che riuscirono a formare un ponte di chiatte tra la River Clyde e la Argyll, che si trovava sul lato sinistro della carboniera. Tuttavia, tutti i tentativi di sbarcare ulteriori truppe si rivelarono fallirono con pesanti perdite. Le truppe sulla spiaggia e quelle ancora sulla River Clyde non ebbero altra scelta che restare dove si trovavano fino al calar della notte.

### Annotazioni
1. ↑  Quando alle 9:00 l'azione di sbarco fu interrotta era già morti 1.000 uomini.

### Fonti
1. 1 2 3 4 5 6 7 8 9 10 11 12  VC & GC Association.
2. 1 2 3 4 5 6 7 8 9 10 11 12 13 14 15 16 17 18 19  Victoria Cross Online.
3. 1 2 3 4 5 6 7 8 9 10 11 12 13 14 15  Gallipoli Association.
4. ↑  Haythornthwaithe 1991, p. 40.
5. ↑  Haythornthwaithe 1991, pp. 44-45.
6. ↑  Francis 2013, pp. 116-117.
7. ↑  (EN) The London Gazette (PDF), n. 29264, 13 August 1915.